# برایتلینگسی
latitudeبرایتلینگسیlongitudeبرایتلینگسی
برایتلینگسی (به انگلیسی: Brightlingsea) یک شهرک در بریتانیا است که در اسکس واقع شده‌است.

## خصوصیات
برایتلینگسی ۸٬۵۰۰ نفر جمعیت دارد.